# Тангермюнде
Тангермюнде (на немски: Tangermünde) е град на река Елба в Северна Саксония-Анхалт (Германия) с 10 495 жители (към 31 декември 2012).
През 14 век Тангермюнде е от 1373 до 1378 г. втората резиденция на император Карл IV.